# Ryżki (gmina)
Ryżki – dawna gmina wiejska istniejąca w XIX wieku w guberni siedleckiej. Siedzibą władz gminy były Ryżki.
Za Królestwa Polskiego gmina Ryżki należała do powiatu łukowskiego w guberni siedleckiej.
Brak informacji o dacie likwidacji gminy, lecz w wykazie z 1884 roku gmina jest już zniesiona, a Ryżki należą do gminy Łuków.